# Maximumgesetz
Unter den Maximumgesetzen versteht man zwei Gesetze, die 1793 während der Französischen Revolution erlassen wurden und Höchstpreise für Güter des täglichen Bedarfs und Höchstlöhne festlegten. Sie sind als Versuch der herrschenden Jakobiner zu verstehen, die größten sozialen Missstände zu beseitigen oder zumindest zu lindern.

## Geschichte
Die Gesetze über das Maximum waren wesentliche Bestandteile der Sozialgesetzgebung in der Regierungszeit des Wohlfahrtsausschusses. Mit dem „Kleinen Maximum“ vom 4. Mai 1793 wurde ein Höchstpreis für Getreide, mit dem „Großen Maximum“ oder Maximum général vom 29. September 1793 wurden Höchstpreise für Güter des täglichen Bedarfs (z. B. Brot, Öl, Textilstoffe, Kerzen und Feuerholz) festgelegt. Weiterhin wurden die Löhne auf das Anderthalbfache der Löhne von 1790 festgesetzt. Ein Hortungsverbot für Güter des Grundbedarfs war bereits am 26. Juli 1793 beschlossen worden.
Die Gesetze kamen angesichts der massiven, mit Hunger verbundenen Wirtschaftskrise auf Druck der Sansculottes, der Pariser Unterschicht, zustande, die von der Revolution nicht profitierten und deren Lebensbedingungen sich nicht verbessert hatten, obwohl sie die Revolution maßgeblich getragen hatten. Das Wirtschafts- und Sozialprogramm der Sansculottes war jedoch weit radikaler als die im September 1793 beschlossenen Maßnahmen: Es sah unter anderem auch ein Maximum des Besitzes vor. Darüber hinaus hatten sie zahlreiche politische Forderungen erhoben, wie die Öffentlichkeit aller parlamentarischen Sitzungen, die Möglichkeit zum Mandatsentzug und die Bekämpfung der Korruption.
Angesichts der wirtschaftlichen Not und aufgrund des Drucks der hungernden Unterschicht gaben die Jakobiner und mit ihnen die Mehrheit des Konvents, die liberalen Wirtschaftstheorien angehangen hatten, ihren Widerstand gegen staatliche Eingriffe in die Wirtschaft, die an das verhasste Ancien Régime erinnerten, auf. Robespierre argumentierte, dass das Existenzrecht wichtiger als das Eigentumsrecht sei. Ansätze zu einer Sozialisierung der Konsumgüter waren damit verbunden, beispielsweise Beschlagnahmungen. Für Wucherer sollte die Todesstrafe gelten.
Die Umsetzung des Maximums war schwierig, weil die stark differierenden lokalen Preise und Löhne ermittelt werden mussten. Die zunächst regionalen Maxima wurden später landesweit angeglichen (14 Livres pro Doppelzentner Brotweizen, 20 Livres für Weizenmehl usw.). Eine staatliche Kontrolle als eine Voraussetzung der Ausführung des Gesetzes war kaum möglich.
Am 23. Juli 1794 wurde das Maximum der Löhne erneuert, was zu einem Bruch der Sansculottes mit den Jakobinern führte, die damit ihren Rückhalt in der Pariser Bevölkerung und ihre Massenbasis verloren.
Unmittelbar nach dem Sturz der Jakobiner wurden die Maximum-Gesetze am 24. Dezember 1794 von den neuen Machthabern aufgehoben und die Maßnahmen zur staatlichen Lenkung der Wirtschaft aufgegeben.